# Astronomia (czasopismo)
Astronomia – miesięcznik skierowany przede wszystkim do miłośników astronomii. Pierwotnie ukazywał się pod nazwą „Astronomia Amatorska”, od stycznia 2014 roku funkcjonuje pod obecną nazwą. Pierwszy numer czasopisma ukazał się w lipcu 2012 roku. Od listopada 2017 wydawcą i właścicielem magazynu jest firma Apogee Games Mariusz Kulma. 
W miesięczniku można znaleźć m.in. najnowsze doniesienia ze świata astronomii i astronautyki, informacje na temat aktualnie zachodzących zjawisk na niebie, opisy obiektów do obserwacji, artykuły dla obserwatorów nieba, artykuły o historii astronomii, efemerydy i inne.

## Stałe działy
| - Wieści ze świata astronomii - Niebo wieczorne i poranne - Kalendarz astronomiczny - Efemerydy gwiazd zmiennych - Gwiazda miesiąca | - Mapy efemerydalne - Aktualności ze świata komet - Aktywność Słońca - Pytania i odpowiedzi - Galeria Czytelników |